# Facejacker
Facejacker é uma série britânica de comédia exibida pelo canal Channel 4 de 16 de abril de 2010 à 1 de maio de 2012.